# Den glade soldaten Bom
Den glade soldaten Bom är en militärfars med manus av Nils Poppe och Carro Bergqvist, baserad på långfilmen Soldat Bom från 1948.
Pjäsen framfördes på Fredriksdalsteatern i Helsingborg 1969. I rollerna spelade bland andra Nils Poppe, Gunilla Poppe, Maritta Marke, Bo Lindström och Leif Ahrle. Föreställningen gavs även på Malmö stadsteater vintern 1969.